# Never Forget (песня Лены Катиной)
«Never Forget» (в переводе с англ. «Никогда не забуду») — дебютный англоязычный сингл певицы Лены Катиной, выпущенный в августе 2011 года.
Премьера сингла состоялась 17 июня 2011 года на мексиканской радиостанции «FMTU».
Соавтором слов песни является сама Катина, а сингл посвящён её бывшей коллеге по дуэту «Тату» Юлии Волковой. «Я с ностальгией вспоминаю нашу сумасшедшую концертную юность, „Never Forget“ — это трибьют нашей истории», — говорит Лена.
Ремикс Dave Audé на песню «Never Forget» возглавил общеамериканский музыкальный чарт «Billboard Dance/Club Play Songs» 28 апреля 2012 года. Подобного успеха из исполнителей родом из СНГ добилась лишь группа «Тату» с песней «All the Things She Said».
В качестве бонус-трека к синглу выпущена песня «Stay» (в переводе с англ. «Останься»).

## Список композиций
1. Never Forget — 3:22
2. Stay — 3:26 (бонус-трек)

## Видеоклип

### Общие сведения
Премьера видеоклипа состоялась 3 августа 2012 года на крупнейшем ресурсе знаменитостей «Perezhilton.com». Клип снимался в Лос-Анджелесе, США на территории католического кладбища «Mountain View Cemetary».
31 декабря 2011 года клип возглавил итоговый хит-парад «Русская десятка» телеканала «MTV Россия».

### Сюжет
Клип является продолжением последнего видеоклипа группы «Тату» — «Снегопады», где по сюжету Катина и Волкова в последнем эпизоде сталкиваются друг с другом на мотоциклах и погибают во время образовавшегося взрыва.
Катина просыпается на столе в одном из помещений кладбища, являясь душой умершей. Она встаёт и начинает ходить по коридорам здания, осматривая всё вокруг. Тем временем, из камер морга изымаются тела двух девушек для опознания: Юлии Волковой (её играет стройная брюнетка) и Лены Катиной (играет саму себя). Далее Катина замечает, что в церемониальный зал для прощания с покойными несут два гроба. Катина следует в этот зал. Она заходит, и несмотря на то что Катина — это дух, все присутствующие в зале замечают её. Катина подходит к своему гробу и переворачивает свой портрет, находящийся на крышке гроба. Далее Катина подходит к гробу Юлии Волковой. Она сбрасывает цветы, лежащие на крышке гроба, берёт портрет Волковой, который стоит на крышке гроба, целует и ставит на место.
Следующая сцена — кладбище. Катина бродит с охапкой красных роз среди могил, двое из них — Катиной и Волковой с указанием года смерти — 2011. Катина направляется к кабриолету, где её ждёт карлик-водитель. Она садится на заднее сиденье. Машина трогается с места, и Катина разбрасывает в разные стороны по розе.